# Дрангово (Кырджалийская область)
Дрангово (болг. Дрангово) — село в Болгарии. Находится в Кырджалийской области, входит в общину Кирково. Население составляет 1057 человек (на 15 сентября 2014 года).

## Население
По данным переписи населения 2011 года в селе проживали 1104 жителя, из опрошенных жителей которые указали национальность: 1025 — болгары; 9 — турки.
| 1934 | 1946 | 1956 | 1965 | 1975 | 1985 | 1992 | 2001 | 2011 | 2012 | 2013 |
| ---- | ---- | ---- | ---- | ---- | ---- | ---- | ---- | ---- | ---- | ---- |
| 1106 | 1254 | 1511 | 1903 | 1902 | 1844 | 1714 | 1300 | 1104 | 1078 | 1049 |

## Политическая ситуация
В местном кметстве Дрангово, в состав которого входит Дрангово, должность кмета (старосты) исполняет Ваня Димитрова (Движение за права и свободы (ДПС)) по результатам выборов, прежде кметом была Севда Милкова Димитрова (Граждане за европейское развитие Болгарии (ГЕРБ)) .